# BW373U86
(+)-BW373U86 ist ein opioid-analgetisches Medikament, welches in der Forschung verwendet wird.
BWU373U86 ist ein selektiver Agonist für den δ-Opioidrezeptor, mit etwa 15-mal stärkerer Affinität für den δ-Opioidrezeptor als für den μ-Opioidrezeptor. In Tierstudien hat es potente analgetische und antidepressive Wirkung gezeigt. Bei Studien an Ratten scheint BWU373U86 Herzmuskelzellen bei den Bedingungen einer Ischämie (Sauerstoffmangel, Herzinfarkt) vor Apoptose zu schützen. Der Mechanismus hierfür ist komplex und möglicherweise getrennt von den Wirkungen als δ-Agonist.